# Aeroportul Fayzabad
Aeroportul Fayzabad (IATA: FBD, ICAO: OAFZ) este un aeroport din Faizabad, Provincia Badahșan, Afganistan ce deservește zona Faizabad. A fost numit după zona deservită.
Situat la o altitudine de 1.119 m, aeroportul dispune de 1 pistă.

## Infrastructură

### Piste
Aeroportul dispune de o singură pistă. Pista 18/36 are suprafața de asfalt și dimensiunile 1.820 m × 30 m. 

### Terminale
Aerogara are în componență 1 terminal, Fayzabad runway⁠(d). 